# Новосёловка (Никопольский район)
Новосёловка (укр. Новоселівка) — село,
Новоивановский сельский совет,
Никопольский район,
Днепропетровская область,
Украина.
Код КОАТУУ — 1222984303. Население по переписи 2001 года составляло 117 человек. Нынешнее население составляет менее 30-ти человек.

## Географическое положение
Село Новосёловка находится на расстоянии в 4,5 км от села Новоивановка.
По селу протекает пересыхающий ручей с запрудой.